# 中关村第三小学

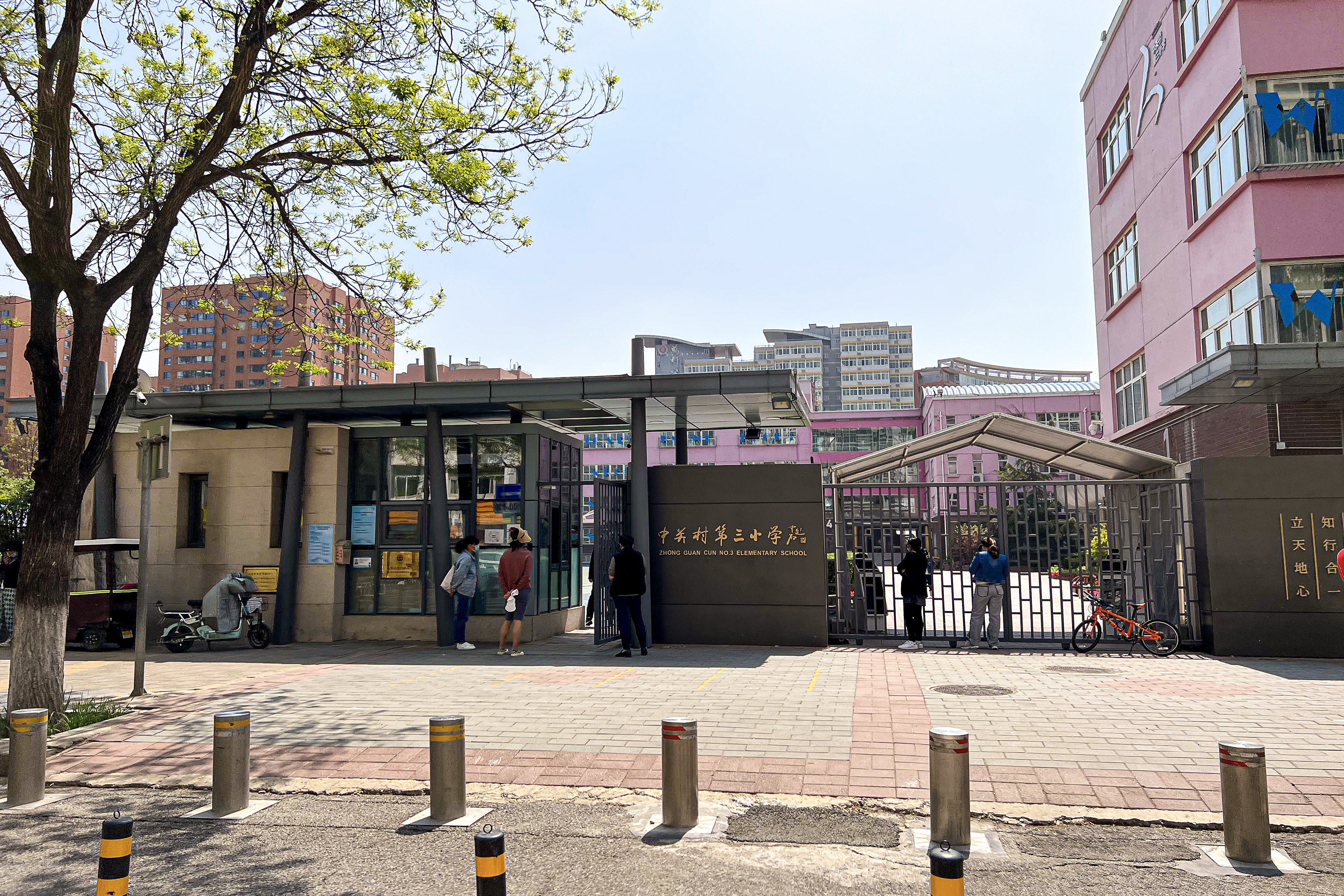
中关村三小南校区

北京市海淀区中关村第三小学，简称中关村三小、中关村第三小学，是中国北京市海淀区的一所小学，成立于1981年，目前现任校长为杨刚。

## 历史
中关村三小原址位于中关村南一街4号，与中关村一小一墙之隔。2003年建成万柳校区（万柳中路23号），2016年建成万柳北校校区（万柳中路9号），同时中关村南一街4号原址归为一小。

## 相关事件

### 2024年持刀袭击事件
2024年10月28日，学校北校区门前（万泉庄路与万柳中路交叉处附近）发生一起持刀伤人案件，导致3名小学生受伤，一名家长及一名棒球教练试图制服歹徒时受伤。歹徒随后被当地警方控制。目前受伤的5人正在接受治疗，暂无生命危险。10月31日，海淀区人民政府认定参与制服歹徒的两人为见义勇为人士，并对上述两人表达慰问。